# Time-Van Hemert/2007
Samenstelling van de Time-Van Hemert-wielerploeg in 2007:
| Naam                     | Geboortedatum | Nationaliteit | Ploeg 2006                |
| ------------------------ | ------------- | ------------- | ------------------------- |
| Juha-Matti Alaluusua     | 14-02-1985    | Finland       |                           |
| Marcel Beima (tot 31.07) | 25-10-1983    | Nederland     |                           |
| Jeroen Boelen            | 27-01-1978    | Nederland     |                           |
| Sjoerd Botter            | 26-09-1984    | Nederland     |                           |
| Roy Curvers              | 27-12-1979    | Nederland     |                           |
| Frederik Eriksson        | 18-09-1978    | Zweden        |                           |
| Sierk de Haan            | 20-06-1981    | Nederland     | B&E Koopmans Cycling Team |
| Bjorn Hoeben             | 28-03-1980    | Nederland     |                           |
| Maarten de Jonge         | 09-03-1985    | Nederland     | Geen Ploeg                |
| Jans Koerts              | 24-08-1969    | Nederland     |                           |
| Yvo Kusters              | 09-06-1986    | Nederland     |                           |
| Jos Pronk                | 13-01-1983    | Nederland     |                           |
| Daan Rijntjes            | 06-10-1986    | Nederland     |                           |
| Martin Vestby            | 25-02-1977    | Noorwegen     |                           |